# Happiness? (álbum de Roger Taylor)
Happiness? es el tercer álbum de estudio del músico inglés Roger Taylor, principalmente conocido por ser baterista de la banda Queen. Fue su primer álbum fuera de Queen desde que publicó Blue Rock con The Cross en septiembre de 1991.

## Grabación
La composición del material de Roger Taylor se remonta a mucho antes de la grabación inicial en 1993. Taylor, como sus otros compañeros de banda, estaba de luto por la muerte del cantante Freddie Mercury. La mayor parte de la grabación tuvo lugar en el estudio de su casa durante los últimos meses de 1993 y los primeros de 1994. A mitad de la grabación, Taylor colaboró con el músico japonés Yoshiki. El resultado de la colaboración fue la canción «Foreign Sand».
El álbum se publicó el día 5 de septiembre de 1994, en que Mercury hubiera cumplido 48 años.

## Controversias
Aunque se publicó como sencillo, la letra de la canción «Nazis 1994», en la que se atacaba al neonazismo, se consideró tan controvertida que fue prohibida por las emisoras de radio comerciales del Reino Unido. Además, se prohibió su publicidad y muchas tiendas de discos se negaron a vender el sencillo. Irónicamente, la publicidad contribuyó al éxito del álbum.

## Lista de canciones
Todas las canciones fueron compuestas exclusivamente por Roger Taylor, excepto por «Foreign Sand», escrita por Taylor y Yoshiki.
1. «Nazis 1994» – 2:35
2. «Happiness» – 3:17
3. «Revelations» – 3:44
4. «Touch The Sky» – 5:04
5. «Foreign Sand» – 6:53
6. «Freedom Train» – 6:12
7. «You Had To Be There» – 2:55
8. «The Key» – 4:25
9. «Everybody Hurts Sometime» – 2:52
10. «Loneliness...» – 2:25
11. «Dear Mr. Murdoch» – 4:19
12. «Old Friends» – 3:33

## Créditos
Todas las canciones excepto Foreign Sand:
- Roger Taylor: Batería, voz principal y guitarras
- Jason Falloon: Guitarras
- Phil Spalding: Bajo
- Mike Crossley: Piano y teclados
- Catherine Porter: Coros
- Josh Macrae: Programación

Foreign Sand:
- Yoshiki: Arreglos, batería, piano y sintetizador
- Roger Taylor: Voces
- Jim Cregan: Guitarras
- Phil Chen: Bajo
- Dick Marx: Arreglo de cuerdas
- Brad Buxer y Geoff Grace: Progración
- Masterización por Chris Blair en Abbey Road
- Diseño del álbum por Roger Taylor y Richard Gray